# Грінки

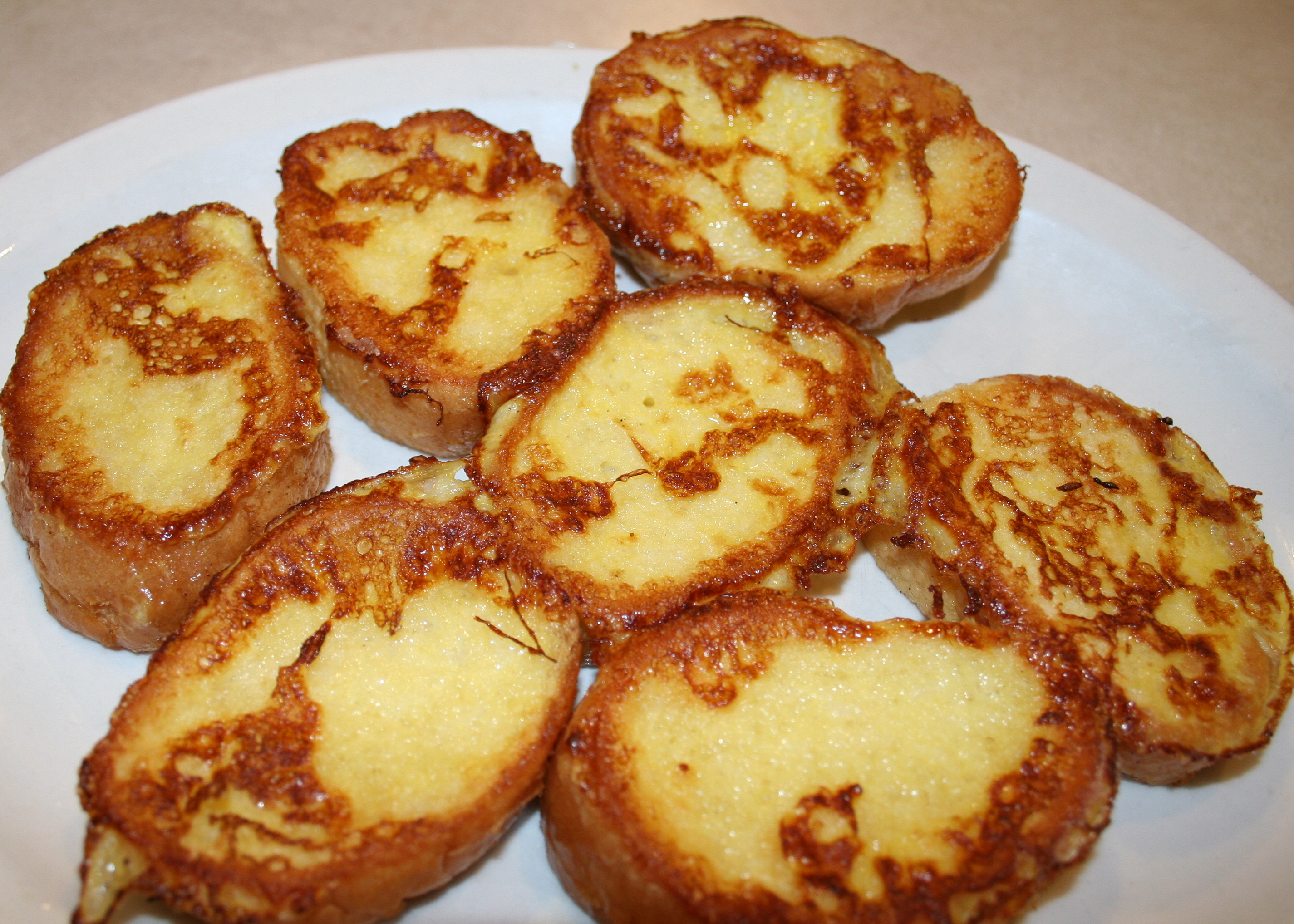
Солодкі грінки

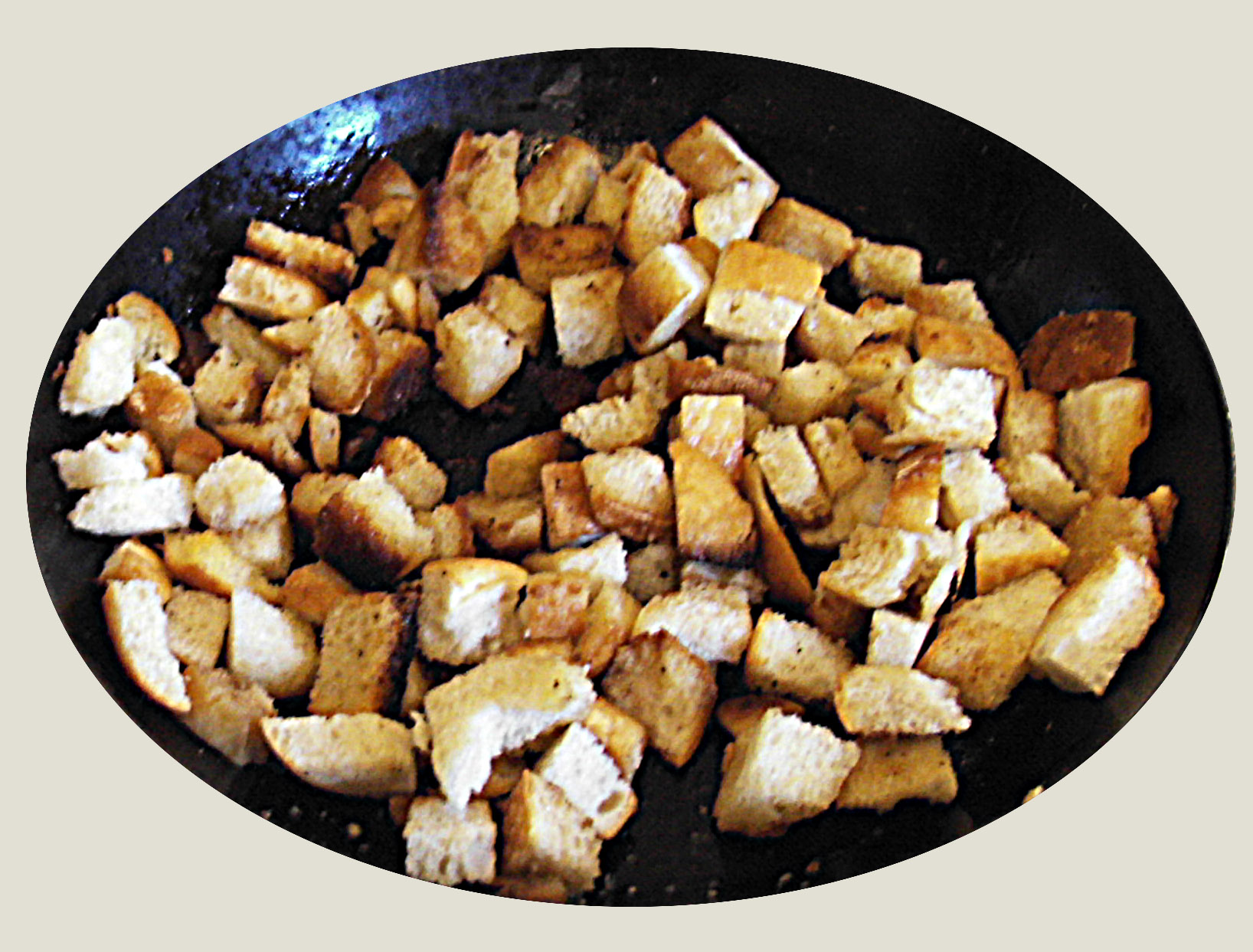
Грінки для супу на сковороді

Грі́нки́, пота́пці — назви різних видів підсмаженого на олії хліба. Хліб для приготування можуть використовувати як свіжий, так і черствий.
Умовно можна розділити на два основних види: солоні й солодкі.
- Солоні грінки (грінки-сухарики, крутони) готують з будь-якого виду хліба. Можуть бути використані як легка закуска (наприклад, грінки з часником), або як складова супів, бульйонів і салатів. Для додавання в супи (наприклад, цибулевий) хліб просто обсмажують із сіллю та/або перцем.
- Солодкі грінки — відповідник французького тостового хлібу. Їх готують з пшеничного хліба, попередньо змащують яйцем, або вимочують в молоці і посипають цукром. Подають до чаю, кави, какао, інших напоїв, або як самостійну страву. Як варіант перед смаженням на сковороді вимочують в льєзоні — суміші яєць і молока.